# 白斑擬鮋
白斑擬鮋（学名：Scorpaenopsis lactomaculata）是輻鰭魚綱鮋形目鮋亞目鮋科的其中一種，為亞熱帶海水魚，分布於西印度洋海域，體長可達28公分，棲息在砂泥底質底層水域，生活習性不明，具有毒性。

## 扩展阅读
維基物種上的相關：白斑擬鮋